# Kyle Williams (giocatore di football americano 1988)
Kyle Williams (San José, 19 luglio 1988) è un giocatore di football americano statunitense che gioca nel ruolo di wide receiver per i San Francisco 49ers della National Football League (NFL). Fu scelto nel corso del sesto giro (206º assoluto) del Draft NFL 2010 dai 49ers. Al college ha giocato a football all’Università statale dell'Arizona.

## Carriera professionistica

### San Francisco 49ers

#### Stagione 2010
Williams fu scelto nel corso del giro del Draft 2010 dai San Francisco 49ers. Durante la sua prima stagione fu la maggior parte del tempo infortunato, disputando solo 5 partite e ricevendo un passaggio da 8 yard nella partita del 21 novembre, persa contro i Tampa Bay Buccaneers.

#### Stagione 2011
Il 18 settembre 2011, Williams ricevette il suo primo passaggio da touchdown nella gara contro i Dallas Cowboys. Il 20 novembre ricevette il secondo touchdowncontro gli Arizona Cardinals. Il terzo della stagione avvenne dopo una ricezione e una corsa da 56 yard il 4 dicembre contro i St. Louis Rams. Williams ricevette 16 passaggi nell'arco dei sei gare nel finale di stagione dopo che i minuti a sua disposizione aumentarono a causa degli infortuni dei ricevitori dei 49ers. Nei playoff, Williams ricevette due passaggi e operò un blocco chiave per il quarterback Alex Smith che segnò un touchdown con una corsa da 28 yard nella vittoria 36–32 del divisional round sui New Orleans Saints. Con l'infortunio a Ted Ginn Jr., Williams partì come wide receiver titolare e giocò anche nei ritorni sui punt nella sconfitta dei 49ers 20–17 nella finale della NFC. Egli perse due fumble in quella partita, compreso uno nei tempi supplementari che precedette il field goal della vittoria dei New York Giants. L'altro fumble lo commise nel quarto periodo consentendo ai Giants di segnare un TD e riportarsi in vantaggio 17-14. A fine gara fu comunque difeso da Alex Smith.

## Palmarès
- National Football Conference Championship: 1

San Francisco 49ers: 2012

## Statistiche
| Partite totali             | 18  |
| Partite totali da titolare | 1   |
| Yard su ricezione          | 249 |
| Touchdown su ricezione     | 3   |